# Agrothereutes mandator
Agrothereutes mandator är en stekelart som först beskrevs av Carl von Linné 1758.  Agrothereutes mandator ingår i släktet Agrothereutes och familjen brokparasitsteklar. Arten är reproducerande i Sverige. Utöver nominatformen finns också underarten A. m. americanus.